# Ева де Гуде
Ева де Гуде  (нід. Eva de Goede, 22 березня 1989) — нідерландська хокеїстка на траві, дворазова олімпійська чемпіонка, чемпіонка світу, чемпіонка Європи та володарка різних інших титулів.

## Виступи на Олімпіадах
| Олімпіада           | Дисципліна     | Місце |
| ------------------- | -------------- | ----- |
| Пекін 2008          | хокей на траві | 1     |
| Лондон 2012         | хокей на траві | 1     |
| Ріо-де-Жанейро 2016 | хокей на траві | 2     |